# Na własną rękę
Na własną rękę (oryg. Collateral Damage) – amerykański film sensacyjny z 2002 roku w reżyserii Andrew Davisa.

## Fabuła
Gordon Brewer (Arnold Schwarzenegger), strażak z Los Angeles, traci w zamachu bombowym żonę i syna. Celem byli agenci FBI, działający aktualnie przeciw gangom narkotykowym. Do zamachu natychmiast przyznaje się terrorysta kolumbijski, znany pod pseudonimem El Lobo. Brewer odkrywa, że ze względów politycznych CIA może w ogóle zrezygnować z prowadzenia tej sprawy. Postanawia więc wyruszyć samotnie do Kolumbii, aby odszukać sprawcę i wymierzyć mu sprawiedliwość na własną rękę.

## Obsada aktorska
- Arnold Schwarzenegger jako Gordon Brewer
- Elias Koteas jako Peter Brandt
- Cliff Curtis jako Claudio Perrini
- Francesca Neri jako Selena Perrini
- Jsu Garcia jako Roman
- Tyler Posey jako Mauro
- Shelley Maill jako Doktor
- Lindsay Frost jako Anne Brewer, żona Gordona